# Sandyford
Sandyford (irl. Áth an Ghainimh) – przedmieście Dublina w hrabstwie Dún Laoghaire-Rathdown w Irlandii, położone na południe od autostrady M50. Znaczną część Sandyford stanowi obszar przemysłowy "Industrial Estate Sandyford".